# Fosfonat

Structura generală a unui ester al acidului fosfonic.

Fosfonații și acizii fosfonici sunt compuși organofosforici derivați de la acid fosforic ce conțin grupe funcționale R'−PO(OH)2 sau R'−PO(OR)2 (unde R = alchil, aril). Un tip de fosfonați, bisfosfonații, alcătuiesc o clasă de medicamente care sunt utilizate în tratamentul osteoporozei.

## Obținere
Fosfonații se obțin în urma reacției Michaelis-Arbuzov, în care are loc reacția dintre o halogenură de alchil și un fosfit:

## Proprietăți chimice

### Hidroliza
Fosfonații esteri sunt în general susceptibili la hidroliză atât în mediu acid, cât și în mediu bazic. Ruperea legăturii fosfor-carbon este mai greu de realizat, dar se poate face în condiții mai avansate de reacție, când se obține acidul fosfonic corespunzător și alcoolul:
R'-PO-(OR)2 + 2 H2O → R'-PO-(OH)2 + 2 ROH

### Reacția Horner-Wadsworth-Emmons
În această reacție, dialchil-fosfonații sunt deprotonați dând carbanioni, care la rândul lor reacționează cu aldehidele formând E-alchene și un dialchil-fosfat: